# Reel Energioplysning
Reel Energioplysning (REO), (oprindelig Reel Energi Oplysning og 2012-2023 Ren Energioplysning) er en dansk forening, der arbejder for indførelse af kernekraft i Danmark. Foreningen blev dannet i 1976 som en modvægt til Organisationen til Oplysning om Atomkraft (OOA), der organiserede danske kernekraftmodstandere.
De to organisationer agiterede i 1970'erne henholdsvis for og imod indførelsen af kernekraft. OOA fik den største tilslutning i befolkningen, og i 1985 vedtog et flertal i Folketinget, at kernekraft ikke længere skulle indgå i den danske energiplanlægning.
Som konsekvens af, at kernekraft forsvandt fra dagsordenen i Danmark, skiftede REO i 2012 navn til Ren Energioplysning, efter eget udsagn med henblik på både at oplyse om kernekraft og andre energikilder. I 2023 skiftede organisationen dog tilbage til det mere oprindelige navn Reel Energioplysning med det erklærede mål at få ændret folketingsbeslutningen fra 1985 og få kernekraft ind i den danske energiforsyning.